# Moschea centrale Sabancı

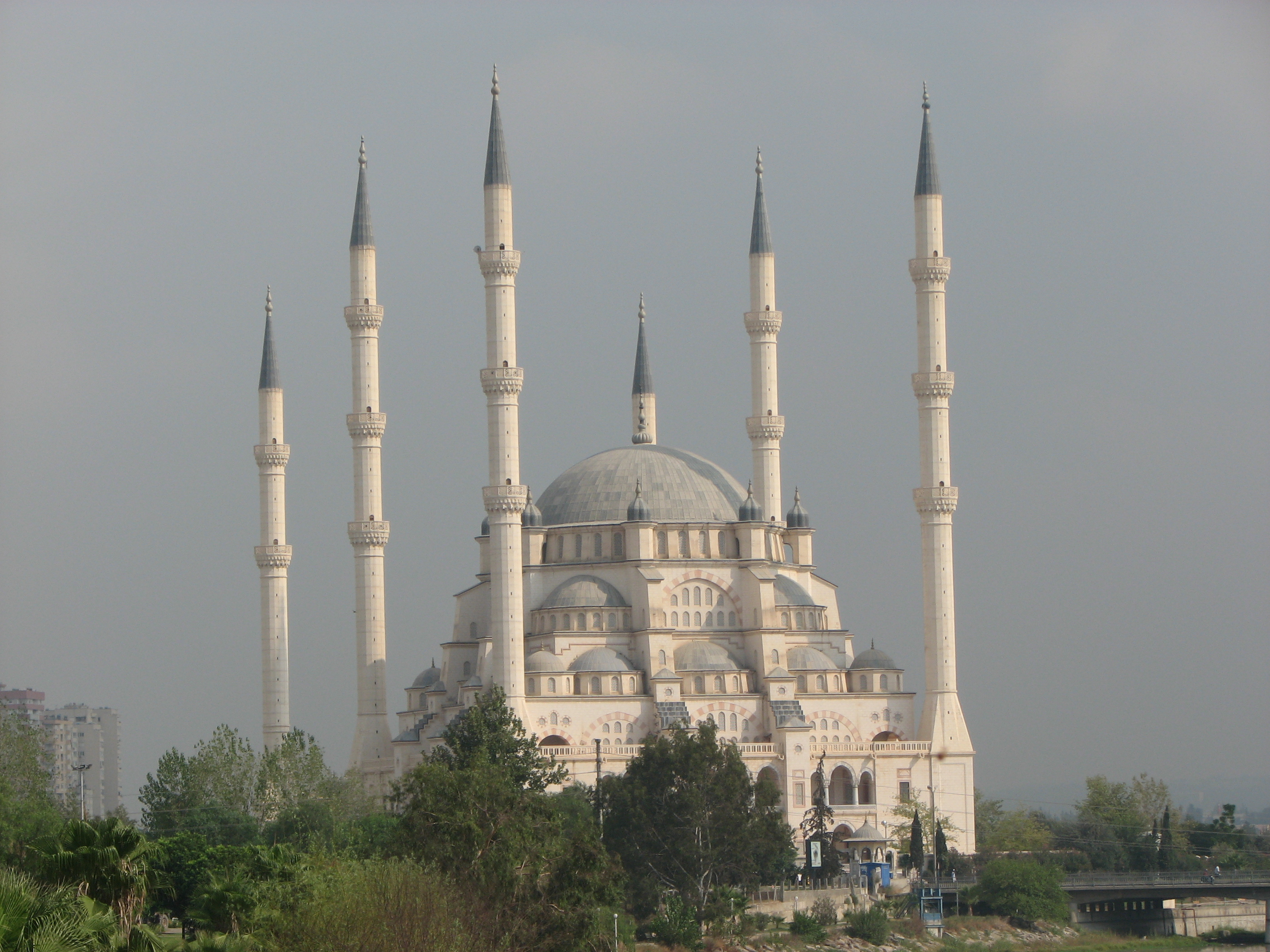
Adana (Turchia): la moschea centrale Sabancı (Sabancı Merkez Camii)

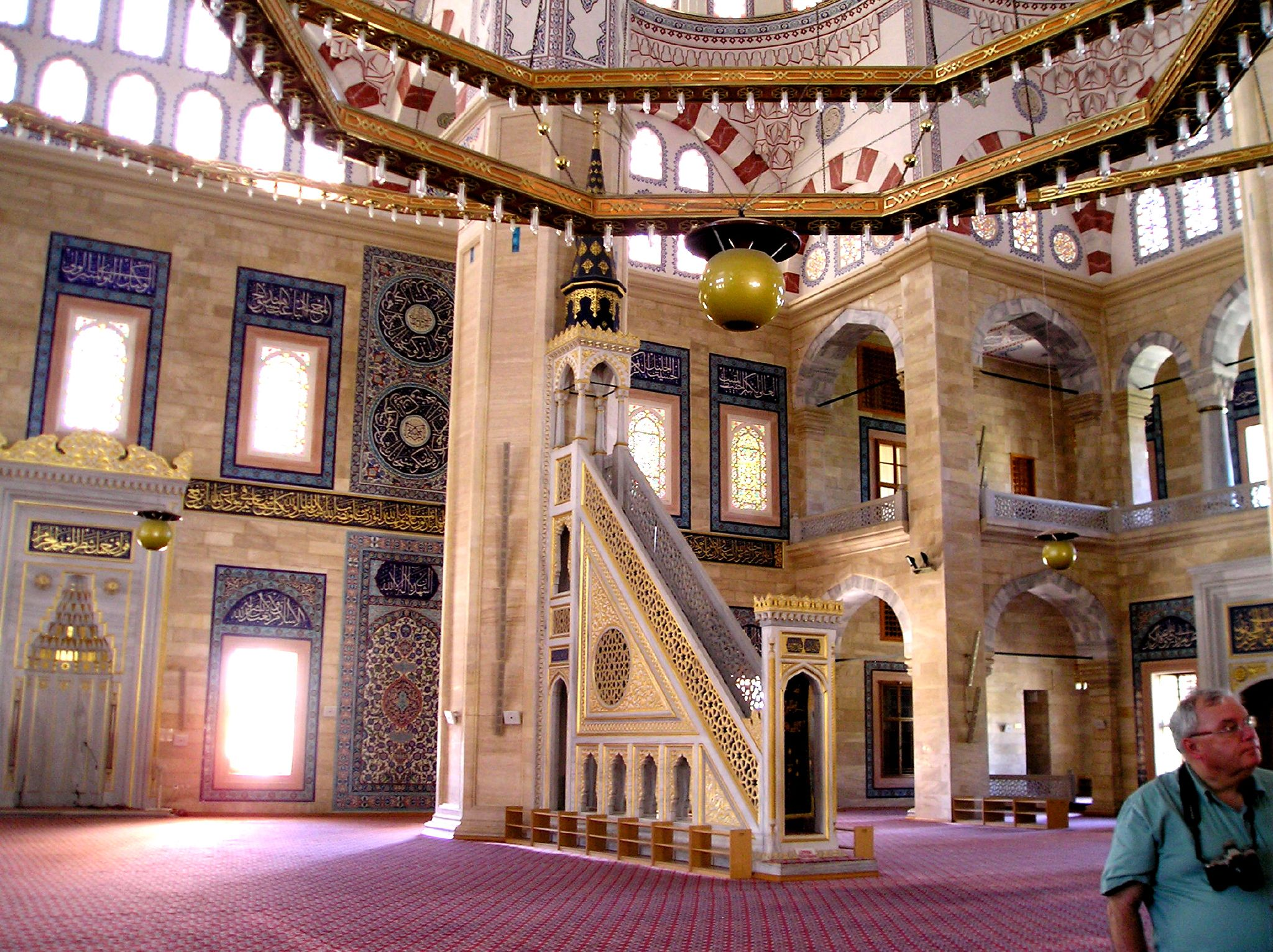
Interni della moschea

La moschea centrale Sabancı (in turco: Sabancı Merkez Cami(i)) è un edificio religioso di Adana, in Turchia, costruito tra il 1988 e il 1998 su progetto dell'architetto Necip Dinç, progetto finanziato dalla famiglia Sabancı (da cui il nome). Si tratta della più grande moschea del Paese.: può ospitare fino a 28500 fedeli.

## Storia
La costruzione della moschea fu voluto dal magnate Sakıp Sabancı.
Il progetto, affidato all'architetto Necip Dinç, costò 140 miliardi di lire turche.
La costruzione iniziò il 13 dicembre 1988: inizialmente l'edificio fu chiamato semplicemente "Moschea centrale" (Merkez Camii), ma in seguito venne aggiunto anche il nome della famiglia di industriali che finanziò il progetto, i Sabancı.

## Architettura
La Moschea centrale Sabancı, che si trova all'interno di un parco lungo il fiume Seyhan, occupa una superficie di 6.600 m².
Esteriormente, presenta delle similitudini con la Moschea Blu di Istanbul, mentre gli interni presentano delle similitudini con quelli della moschea Semiliye di Edirne.
L'edificio è costituito da 6 minareti, 4 dei quali hanno un'altezza di 99 metri. Al suo interno, si trovano 4 sale per le lezioni e 10 sale per l'iʿtikāf.

## Galleria d'immagini

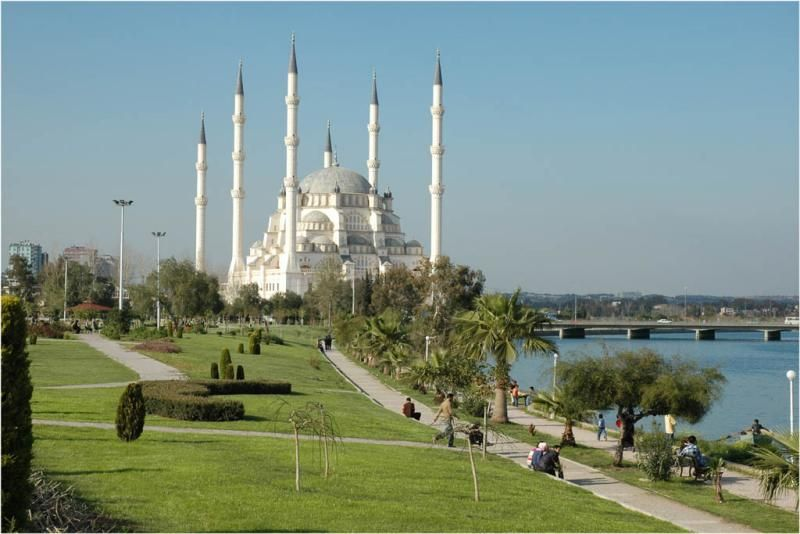
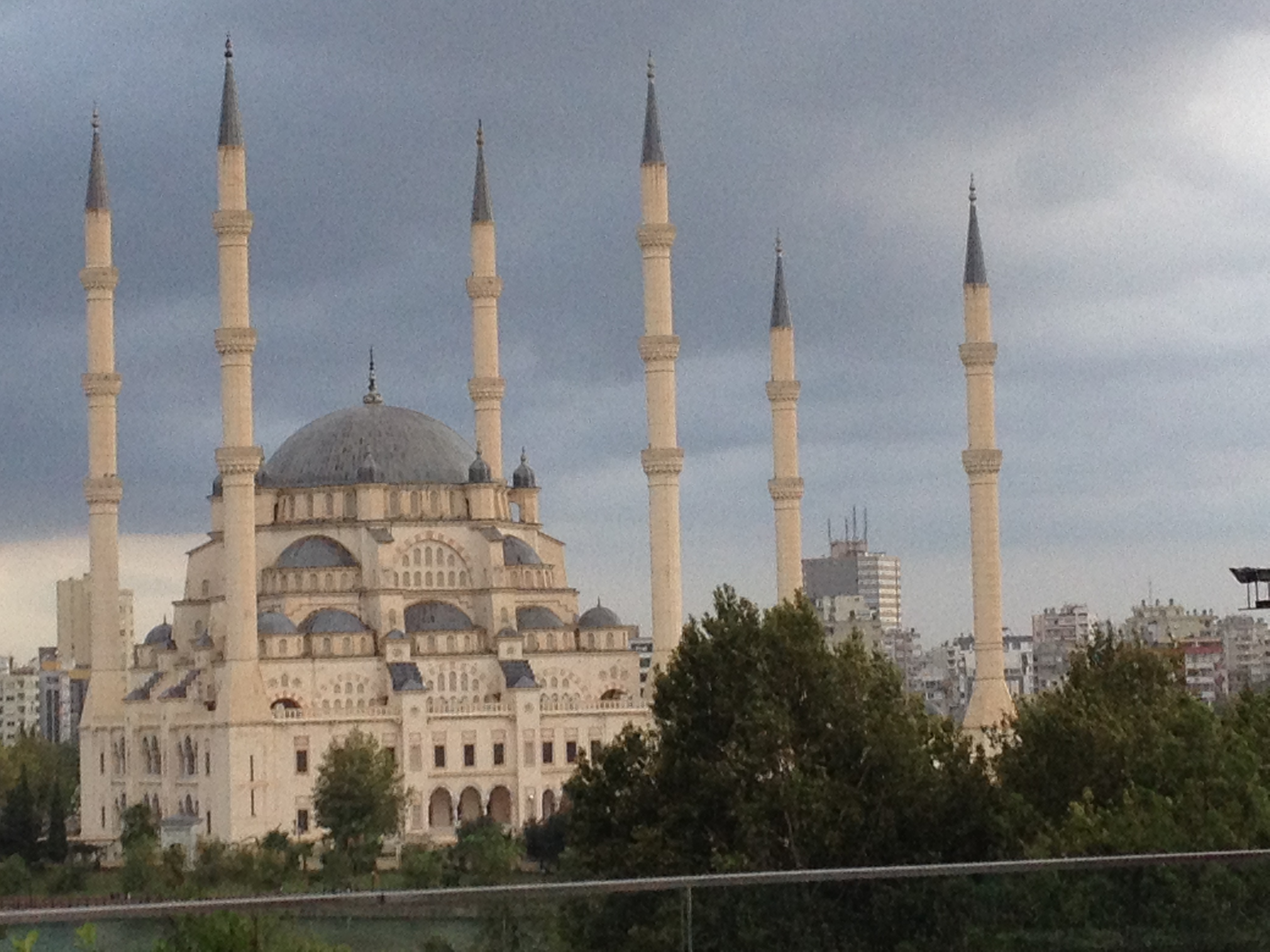
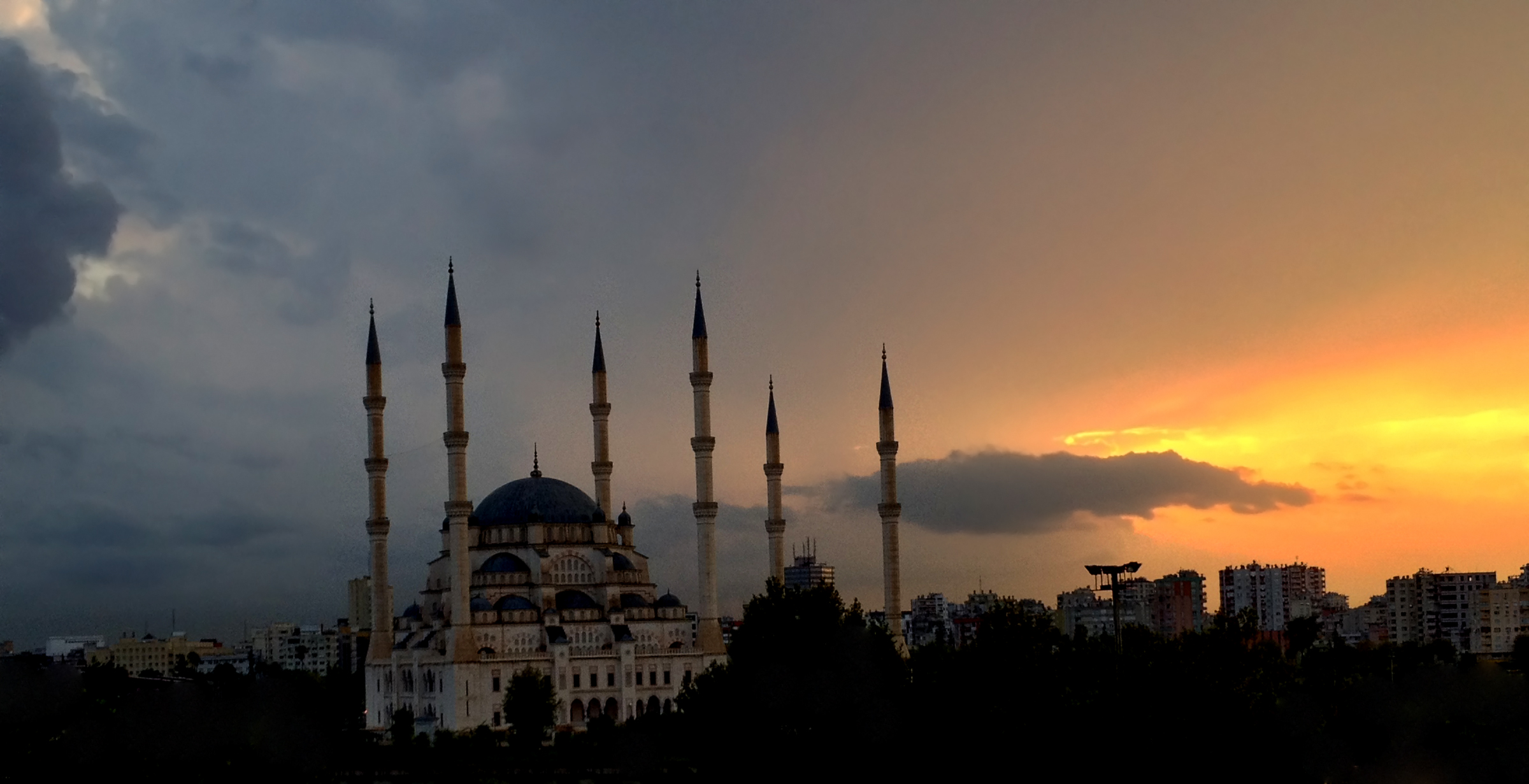
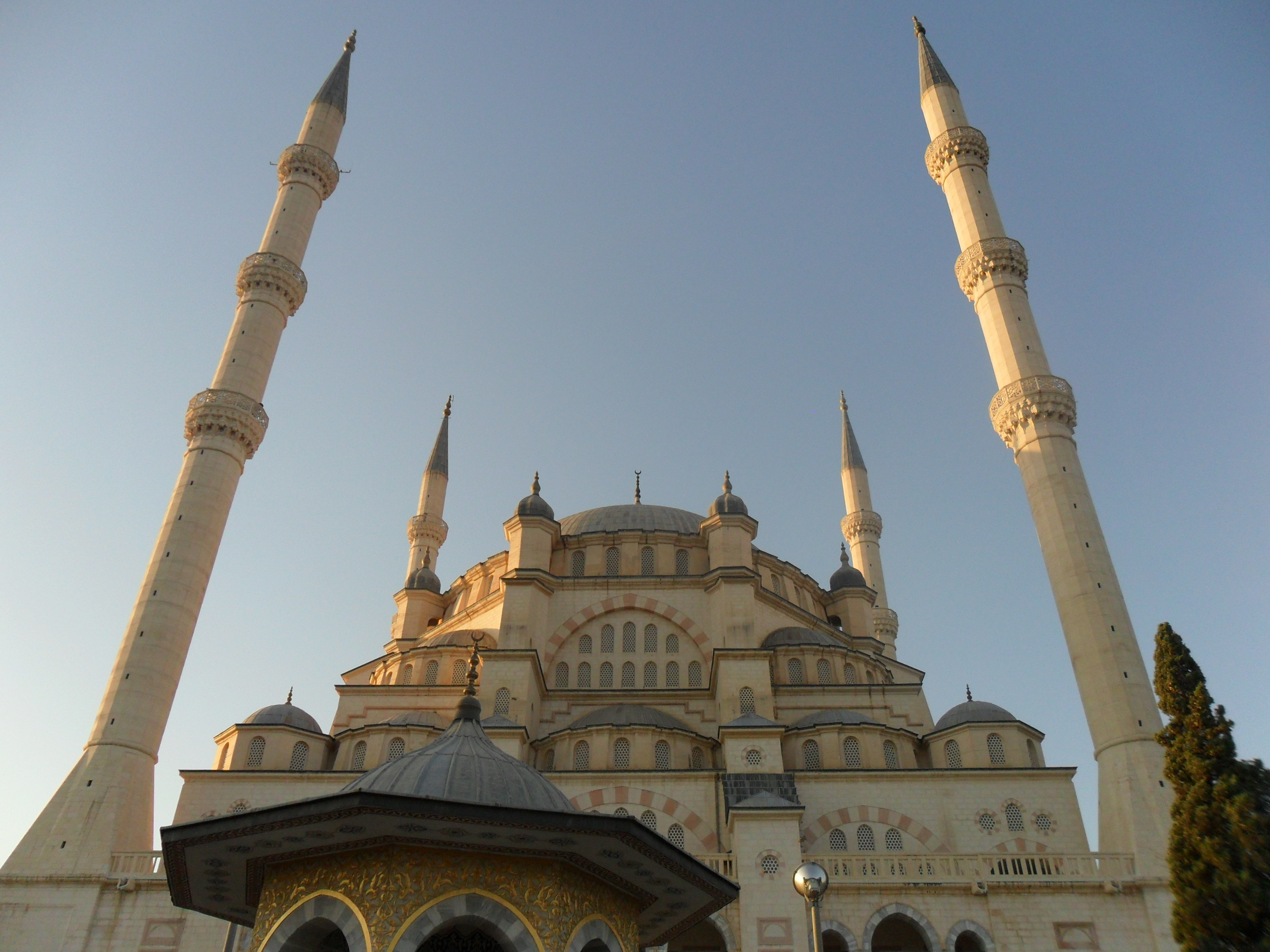